# Zakk Wylde
Jeffrey Phillip Wielandt (nació en Bayonne, Nueva Jersey, 14 de enero de 1967), mejor conocido profesionalmente como Zakk Wylde, es un músico, cantante, compositor, multinstrumentista, empresario y actor ocasional estadounidense, reconocido por su trabajo como guitarrista del músico británico Ozzy Osbourne y por ser el fundador de la agrupación de heavy metal Black Label Society. También fue el vocalista y guitarrista de la banda Pride & Glory, agrupación que publicó un álbum de estudio en 1994 antes de separarse. Como solista ha publicado los álbumes Book of Shadows en 1996 y Book of Shadows II en 2016.

## Biografía

### Inicios
Comenzó a tocar la guitarra con sólo ocho años, pero al poco tiempo la abandonó por falta de interés. Estudió en la secundaria de Jackson Memorial, donde a los 14 años retomó su afición a la guitarra. Empezó a tomar clases con el hijo de su entrenador de fútbol del instituto, y más tarde estudió guitarra clásica. En esta época formó su primer grupo, Stone Henge, donde empezó a tocar versiones de Ozzy Osbourne y Black Sabbath. Tras graduarse en 1985 empezó a trabajar en un supermercado y entró a formar parte de un grupo llamado Zyris. Fue entonces cuando empezó a llamarse a sí mismo Zakari Wyland, nombre que tomó de la serie de TV Perdidos en el espacio.
Zyris tocaban versiones de sus grupos favoritos como Black Sabbath y Led Zeppelin, también algo de material propio, pero no parecían tener mucho futuro fuera de Nueva Jersey. Entonces, Zakk escuchó en el programa de radio de Howard Stern que Ozzy Osbourne buscaba un nuevo guitarrista para reemplazar a Jake E. Lee y que estaba realizando audiciones. Durante un concierto de Zyris, dos famosos fotógrafos de rock, Mark Weiss y Dave Feld, impresionados por la forma de tocar de Zakk, le ofrecieron una sesión y lo animaron para que se presentara a una audición con Ozzy. Zakk, que trabajaba en una gasolinera y no tenía nada que perder, decidió asistir a la audición. En la misma tocó algunas canciones de Ozzy y algo de material acústico. Poco después recibió una llamada de Sharon Osbourne, esposa y mánager de Osbourne, preguntándole si quería entrar en la banda. Sin dudarlo, aceptó el ofrecimiento.

### Ozzy Osbourne

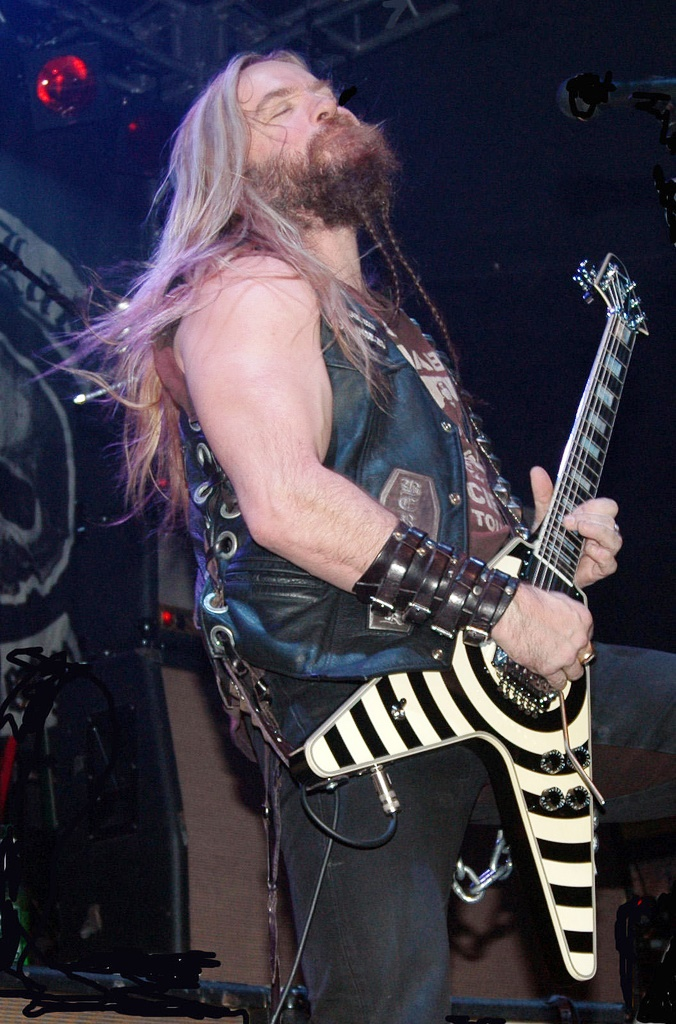
Wylde en 2006

Zakk se unió a la banda Ozzy Osbourne el 20 de mayo de 1987, adoptando el apellido Wylde. Fue presentado el 15 de diciembre en el Hard Rock Café de Nueva York. Se convirtió en el relevo de Jake E. Lee, el cual era sustituto del fallecido Randy Rhoads, una de las principales influencias musicales de Wylde. Su primer álbum de estudio con Ozzy Osbourne fue No Rest for the Wicked, grabado en 1988. En 1989 empezó su primera gira mundial, pasando de tocar en pequeños establecimientos a presentarse en estadios con lleno total. Ese año grabó el EP en vivo Just Say Ozzy.
En 1990 Osbourne, Wylde, Randy Castillo y Bob Daisley grabaron el álbum No More Tears, logrando un premio Grammy por la canción "I Don't Want to Change the World" y dando inicio a una nueva gira mundial, registrada en el álbum en vivo Live & Loud. En 1995 hizo parte de la grabación del álbum Ozzmosis luego de una fugaz colaboración del guitarrista Steve Vai con Osbourne. Ese mismo año abandonó la agrupación, siendo reemplazado por Joe Holmes pero retornando en 2001. Publicó otros dos álbumes de estudio como guitarrista de Ozzy Osbourne, Down to Earth (2001) y Black Rain (2007) y un álbum en vivo, Live at Budokan (2002).
En 2009 se anunció la salida de Zakk Wylde de Ozzy Osbourne. En una entrevista para la revista Classic Rock, Osbourne afirmó: "Zakk tiene su propia banda y pienso que Ozzy Osbourne está empezando a sonar como Black Label Society. Simplemente sentí que necesitaba un cambio". El reemplazo de Wylde fue el guitarrista griego Gus G.
A comienzos del año 2017, Gus G. afirmó en sus redes sociales que Ozzy Osbourne saldría de gira nuevamente con Zakk Wylde en julio de ese año. El guitarrista griego afirmó: "Será genial ver a Ozzy y a Zakk juntos de nuevo... fue un honor y un privilegio haber tocado en esta banda desde el 2009".

### Black Label Society
En 1996 Wylde grabó su primer álbum como solista, titulado Book of Shadows. Tres años después publicó el álbum Sonic Brew, primer disco de Black Label Society, junto a los músicos Phil Ondich y Mike Inez. En las primeras cuatro producciones de la banda, Zakk se encargó de cantar y de tocar la mayoría de los instrumentos. En la década de 2000 la agrupación publicó siete álbumes de estudio y participó en grandes festivales a nivel mundial. Wylde alternaba su participación con BLS y con Ozzy Osbourne, saliendo de gira con ambas agrupaciones y haciendo parte de algunas versiones del festival Ozzfest, organizado por Osbourne y su esposa Sharon.
En la década de 2010 la agrupación publicó cuatro álbumes de estudio, Order of the Black (2010), The Song Remains Not the Same (2011), Catacombs of the Black Vatican (2014) y Grimmest Hits (2018).

### Otros proyectos musicales
Durante la supuesta gira de despedida de los escenarios de Ozzy Osbourne, titulada No More Tours, Zakk fundó la agrupación Lynyrd Skinhead con los músicos James LoMenzo y Greg D'Angelo. A comienzos de 1994 D'Angelo fue reemplazado por Brian Tichy y la agrupación cambió su nombre a Pride & Glory. En mayo de ese mismo año fue publicado su único disco de estudio, Pride & Glory. Un mes después la agrupación hizo parte del cartel del festival Monsters of Rock en Inglaterra y en diciembre tocaron su último concierto en Los Ángeles.
En 1996, Wylde audicionó para ser el nuevo guitarrista de la banda estadounidense Guns N' Roses. Tras muchos rumores sobre su llegada a la banda liderada por el cantante Axl Rose, Ozzy Osbourne contrató a Joe Holmes para reemplazar a Wylde. Sin embargo, Zakk retornó a la banda de Osbourne en 2001 y nunca hizo parte de Guns N' Roses como miembro oficial.
En 2012 Wylde fue invitado por Ozzy Osbourne para una gira de 17 conciertos bajo el nombre de Ozzy & Friends, con invitados especiales como el guitarrista Slash y el bajista Geezer Butler. A finales de 2014 Zakk creó un proyecto denominado Zakk Sabbath junto a los músicos Blasko y Joey Castillo con el fin de rendir tributo a la agrupación británica Black Sabbath. Su primera presentación tuvo lugar en el teatro Roxy en California en diciembre de ese mismo año. Dada la gran acogida que ha tenido el proyecto, Zakk Sabbath ha anunciado una gira mundial para finales de 2017.

## Vida personal
Wylde y su esposa Barbaranne tienen cuatro hijos: Hayley Rae, Hendrix, Sabbath y Jesse—ahijado de Ozzy Osbourne. Wylde era un amigo cercano del fallecido guitarrista de Pantera y Damageplan, "Dimebag" Darrell Abbott. Dedicó la canción "In This River" de Black Label Society en su memoria. Es fanático del equipo de béisbol New York Yankees. En agosto de 2009, Wylde fue hospitalizado por presentar coágulos de sangre; debiendo cancelar su gira junto a las bandas Mudvayne y Static-X. Después de su hospitalización, Wylde abandonó el alcohol.

## Equipo

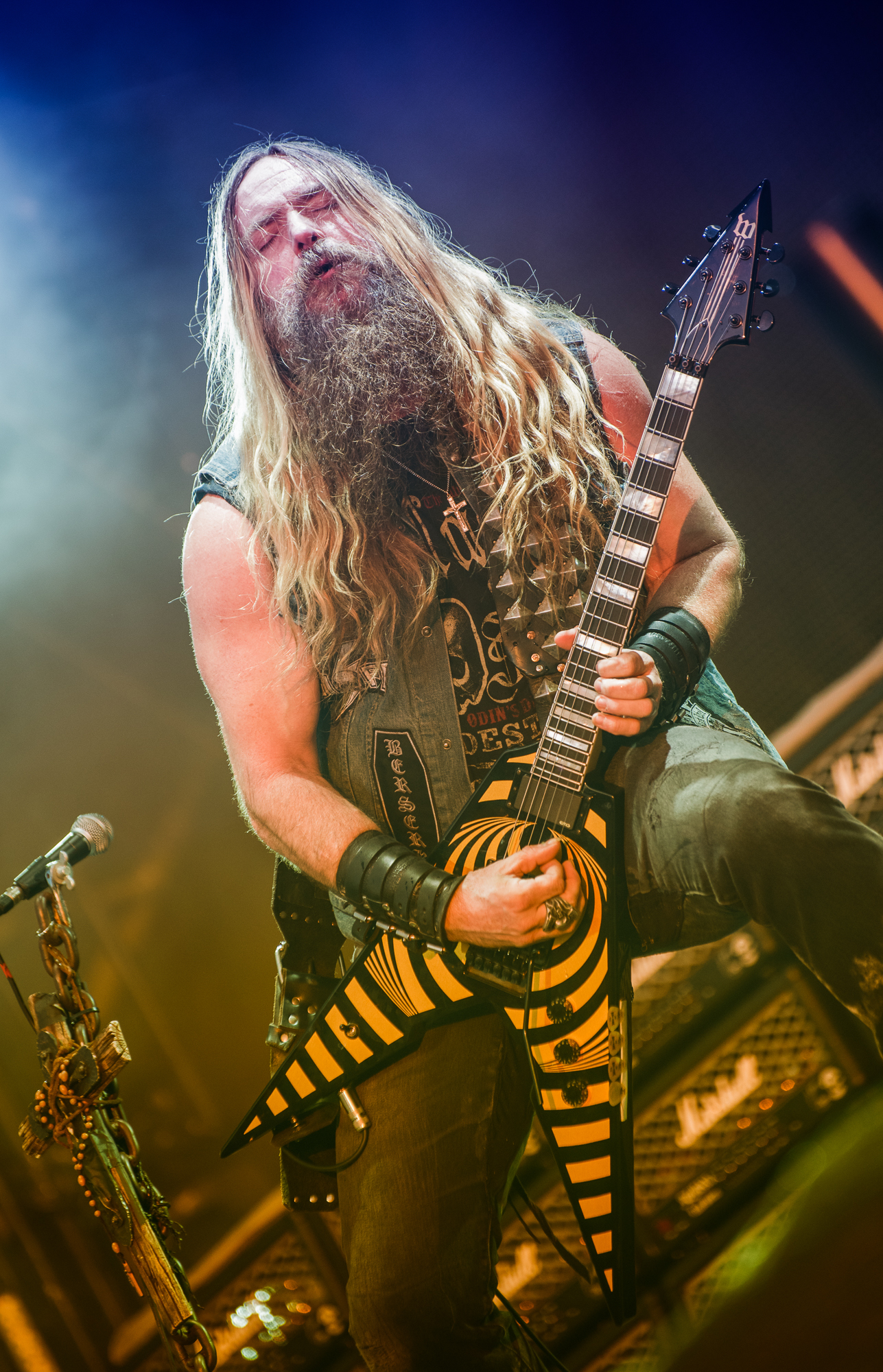
Wylde en 2015.

### Guitarras
- Gibson Zakk Wylde Signature Les Paul Electric Guitar (Bullseye, Camo - Bullseye, Mirror, Rebel, Vertigo y Buzzaw).[18]
- Wylde Audio
- Gibson Zakk Wylde Signature Flying V.
- Gibson ZV SG-Flying V (SV.
- Gibson Les Paul Gold Top
- Dean Dime Razorback Bullseye.
- Dean Split Tail Muddy Bullseye.
- Polka Dot Flying V Randy Rhoads Replica.
- Gibson Zakk Wylde signature Graveyard Disciple.
- Gibson EDS-1275 (Usadas durante las últimas giras en la canción "The Blessed Hellride").

### Amplificadores
- Marshall JCM 800 2203X Vintage Series 100W Tube Head.[19]
- Marshall JCM800 Head and 1960AV/1960BV Cab Full Stack Package.
- Marshall 1960TV Cabinet.

### Pedales
- MXR ZW-44 Wylde Overdrive (Ahora "Berserker Overdrive").
- MXR ZW-38 Black Label Chorus.
- Dunlop ZW-45 Zakk Wylde Signature Wah.
- Korg DTR-2000 Rackmount Digital Tuner.
- Dunlop JD-4S Rotovibe Expression Pedal.
- MXR Eddie Van Halen Phase 90 (Actualmente tiene su propio Phase "Wylde Phase).

### Otros
- Groove Tube GT-6550R Tubes.
- Groove Tube 12AX7C Pre-amp Tube.
- Monster Cable Monster Rock Instrument Cable.
- Monster Cable Performer 500 Monster Rock Instrument Cable.

## Apariciones en los medios

### Colaboraciones en álbumes
- Tocó el segundo solo de guitarra de la canción "After the Reign" en el álbum del mismo nombre de la banda de rock sureño Blackfoot en 1994.
- Tocó la canción "White Christmas" en el álbum de guitarra Merry Axemas 2.
- Aparece como guitarrista y cantante invitado en las canciones "Soul Bleed" y "Reborn" del álbum debut de Damageplan, New Found Power.[20]
- Tocó los solos de guitarra en la canción "Addiction" del álbum No Regrets de la banda Dope.[21]
- Toca el solo de guitarra en la canción "Wanderlust" del álbum All That Remains de la agrupación Fozzy en 2005.[22]
- Trabajó junto a Yngwie Malmsteen y otros músicos en cinco álbumes del teclista Derek Sherinian: Inertia, Black Utopia, Mythology, Blood of the Snake y Molecular Heinosity.[23]
- Wylde fue uno de los jueces en la octava entrega de los premios Independent Music Awards.[24]
- En 2010 tocó la guitarra en el sencillo "Porn Star Dancing" de My Darkest Days junto a los músicos invitados Chad Kroeger y Ludacris.[25]
- En 2011 colaboró en la canción "The Fearless Must Endure" de un proyecto llamado Jasta, liderado por Jamey Jasta de Hatebreed.[26]
- Tocó el solo de guitarra en la canción "Unholy" (original de la agrupación Kiss) en el EP Rebels de Black Veil Brides.[27]
- Tocó un solo de guitarra en la canción "Steep Climb" del álbum Good For Sumthin de Eric Gales en 2014.[28]

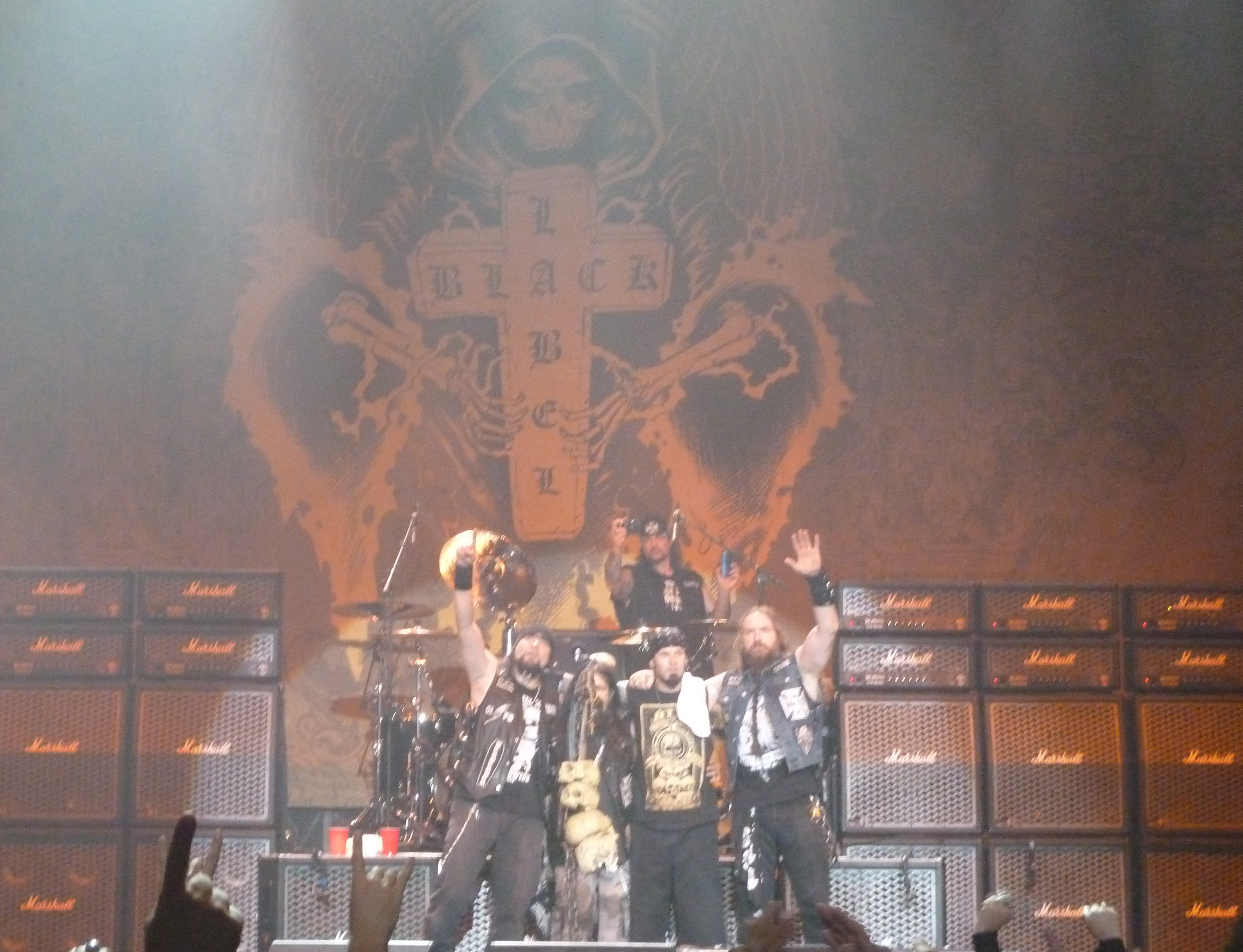
Black Label Society en concierto en Allen, Texas, 16 de octubre de 2011

### Colaboraciones en vivo
- El 1 de agosto de 1993 en la ciudad de Mansfield, Massachusetts, Wylde apareció en escena junto a la banda de rock sureño The Allman Brothers Band reemplazando a Dickey Betts. Este concierto está documentado en el bootleg Zakk Goes Wylde.[29]
- Wylde tocó el himno nacional de los Estados Unidos durante un juego de los New York Rangers en octubre de 2005. También ha tocado el himno durante juegos de Los Angeles Kings y Los Angeles Dodgers.[30]
- El 1 de febrero de 2007 Wylde y Nick Catanese iniciaron una gira de recitales acústicos en el Hard Rock Café de varias ciudades de Norteamérica.[31]
- El 13 de abril de 2011 fue el guitarrista del concursante James Durbin en el programa American Idol durante la interpretación de Durbin de la canción "Heavy Metal" de Sammy Hagar.[32]
- El 20 de abril de 2011 se unió a Michael Bearden para interpretar la canción "Are You Gonna Go My Way" de Lenny Kravitz.[33]
- Wylde apareció en el escenario junto a Guns N' Roses en 2011 en Indianápolis para tocar la canción "Whole Lotta Rosie" de AC/DC.[34]
- A finales de 2014 Wylde hizo parte de la gira "Experience Hendrix 2014" junto a guitarristas como Billy Cox, Eric Johnson, Jonny Lang, Kenny Wayne Shepherd y Buddy Guy. Wylde tocó canciones como "Manic Depression", "Little Wing" y "Purple Haze" en esta gira.

### Actuación
- En 2001 Zakk apareció en la película Rockstar interpretando al guitarrista líder de la banda Steel Dragon, junto a otros músicos de rock como Jeff Pilson y Jason Bonham.[35]
- Wylde apareció en el episodio "Spirit Journey Formation Anniversary" de la serie animada Aqua Teen Hunger Force.
- Zakk apareció en el episodio "Suicide Solution" de la serie de televisión Californication en 2011.[36]

### Otros medios
- Wylde es uno de los personajes jugables en el videojuego Guitar Hero World Tour. Puede ser desbloqueado después de vencer en un duelo de guitarras y de terminar con éxito la canción "Stillborn".

## Discografía

### Black Label Society
- 1999: Sonic Brew
- 2000: Stronger Than Death
- 2001: Alcohol Fueled Brewtality Live!! +5
- 2002: 1919 Eternal
- 2003: The Blessed Hellride
- 2004: Hangover Music Vol. VI
- 2005: Mafia
- 2006: Shot to Hell
- 2009: Skullage
- 2010: Order of the Black
- 2011: The Song Remains Not the Same
- 2013: Unblackened
- 2014: Catacombs of the Black Vatican
- 2018: Grimmest Hits
- 2021: Doom Crew Inc."

### Ozzy Osbourne
- 1988: No Rest for the Wicked
- 1990: Just Say Ozzy
- 1991: No More Tears
- 1993: Live & Loud
- 1995: Ozzmosis
- 2001: Down to Earth
- 2002: Live at Budokan
- 2007: Black Rain

### Pride & Glory
- 1994: Pride and Glory

### Solista
- 1996: Book of Shadows
- 2016: Book of Shadows II